# Anglický mastif
Anglický mastif je psí plemeno vhodné i do města, je skvělým hlídačem. Podílel se na vzniku mnoha dalších plemen(např.: bulmastifa či dánské dogy), existuje totiž již od starověku. Název mastif pochází z anglosaského slova masty, což znamená silný. Dnes není často k vidění. Je to jeden z největších psů na světě. Svému pánovi je velmi oddaný a brání ho. Dožívá se průměrně 10-12 let.

## Historie plemena

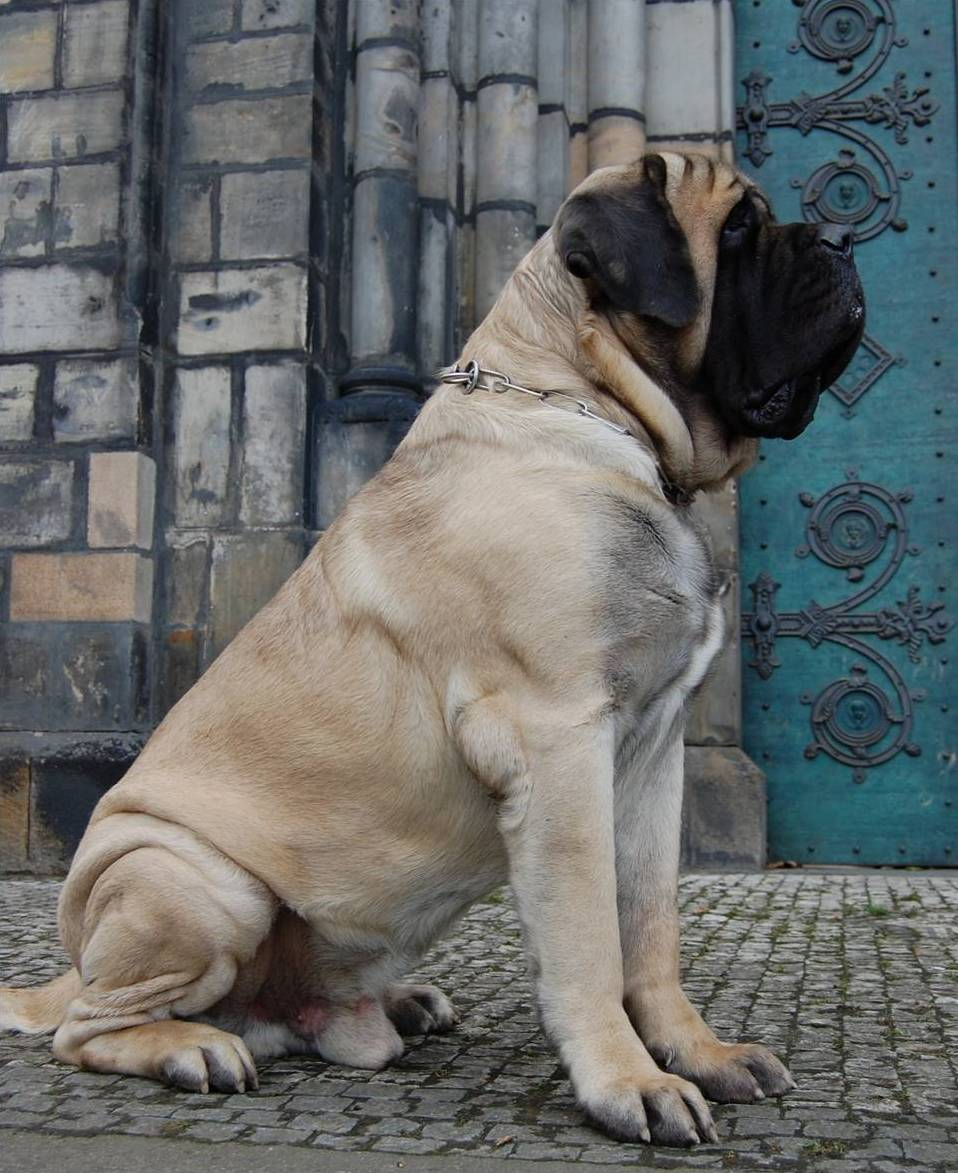
Anglický mastif

### Molosové
Jejich původ je odvozen od velkého, silného psa Canis lupus laniger (Vlk mongolský), jehož pozůstatky byly objeveny v pohořích Tibetu z doby neolitu. Z této oblasti se pravděpodobně rozšířil do Mezopotámie, Řecka, přes moře pak do Itálie a pak následoval Kelty při jejich migraci po Evropě a na Britské ostrovy. S ohledem na jejich odvahu, statečnost a nebojácnost v boji se molosové dělili s člověkem o dobré i zlé po dobu tří tisíciletí a stali se nejen silnými, ale i chápavými a věrnými psy.

### Anglický mastif
V rámci této velké skupiny molosů patří anglický mastif mezi nejstarší psí plemena, a navzdory jeho bojové minulosti jej lze v současnosti charakterizovat jako dalšího krotkého psího obra. Do Velké Británie se předkové mastifa dostali prostřednictvím Keltů či Féničanů. V roce 55 př. n. l., kdy Julius Caesar se svým vojskem dobýval Británii, byl překvapen silou a odvahou britských psů bránících britské hradby. Tito psi mu tak učarovali, že je převezl do Říma, kde se používali na zápasy v arénách. Zmínka o tom je i v záznamech Římana Arriana, místodržitele v Galii (z roku 131 n. l.), který ve svém díle "Kynegetikus" popisuje keltské psy, lámající v aréně býkům vazy. Tito psi byli přes svoji velikost a sílu velmi dobře ovladatelní a pro tuto jejich vlastnost je nazýval "Mansuetus", což znamená - mírný, krotký - a údajně z tohoto slova vznikl název mastif.
Je to však pouze jedna z verzí, protože je možné, že jméno mastif má také kořeny někde v keltském prostředí.
Zápasy zvířat v arénách se staly zálibou britské šlechty. Mastifové byli po dobu několika století zneužíváni na zápasy s býky, medvědy i lvy. Po roce 1658 nebyly již tyto zápasy pouze zábavou šlechty, ale sloužily také pro pobavení lidu, a to honbou na býky. Tyto honby byly všeobecně rozšířeny, protože maso štvaného býka bylo křehčí než maso zvířete, které nebylo k smrti uštváno. V některých oblastech existovaly zákony, které pod hrozbou pokuty zakazovaly řezníkovi zabít býka, aniž by byl nejdříve uštván psy.
Tyto krutosti byly definitivně zakázány v roce 1853 anglickým parlamentem. Po tomto zákazu v 19. století popularita mastifa ve Velké Británii poklesla. O původním využívání mastifů jako bojových psů hovoří archívní záznamy kronikářů bitev. K nejslavnějším záznamům bojové minulosti mastifa patří bitva u Agincourtu v roce 1415 a také zmínka z první poloviny 16. století, kdy anglický král Jindřich VIII. pomohl Karlu V. v boji proti Františkovi I., francouzskému králi, tak, že mu poslal 800 pro boj vycvičených mastifů i s doprovodem.
Mastifové zůstali bojovými psy až do 17. století. Mimo jiné využívali služeb mastifů také španělští dobyvatelé při pronásledování indiánů v Jižní Americe. V Severní Americe byli mastifové použiti ve válce Jihu proti Severu, kde bojovali na straně Konfederace.
Koncem 16. století se jejich využití přeorientovalo i na lovy, zvláště na medvědy a vlky, avšak nikdy se nestali skutečnými loveckými psy.
I když mastifové byli po dobu své existence používáni ve válkách, v arénách i na lovech, jejich povaze nejlépe vyhovovalo jejich využití jako psů hlídajících obydlí, majetek a pána. Zvláště po zákazu zvířecích zápasů spočívalo využití mastifů v hlídání anglických sídel, převážně šlechtických. V této úloze byli a jsou neohroženými pány, kteří se v noci pohybovali po svěřeném území, na které nemohl vstoupit nikdo nevítaný, ať již omylem či úmyslně. Každého živého tvora, který jeho území nerespektoval, nemilosrdně napadl. Pro tuto jeho zdánlivě krutou povahu byl v této úloze strážce nenahraditelný, čehož důkazem jsou historky o jeho hrůzostrašnosti v noci, které jsou velmi barvitě popisovány v mnohých povídkách či románech, jako například v nejznámějším Psu Baskervilském od A. C. Doyla.
Mastif se kvůli své náročnosti na výživu nestal "psem mnohých", jak říkají Angličané, čemu může vděčit, že se vyhnul různým šlechtitelským módním vlnám a dodnes si zachoval takřka nezměněnou podobu exteriéru, což dokazují i dobové kresby a vyobrazení. Čistá plemenitba anglických mastifů se datuje přibližně od roku 1415, kde, v již vzpomínané bitvě u Agincourtu, je zmínka o feně Sira Peersa z Lyme Hallu, která se považuje za pramatku slavných Lyme Hallských mastifů.

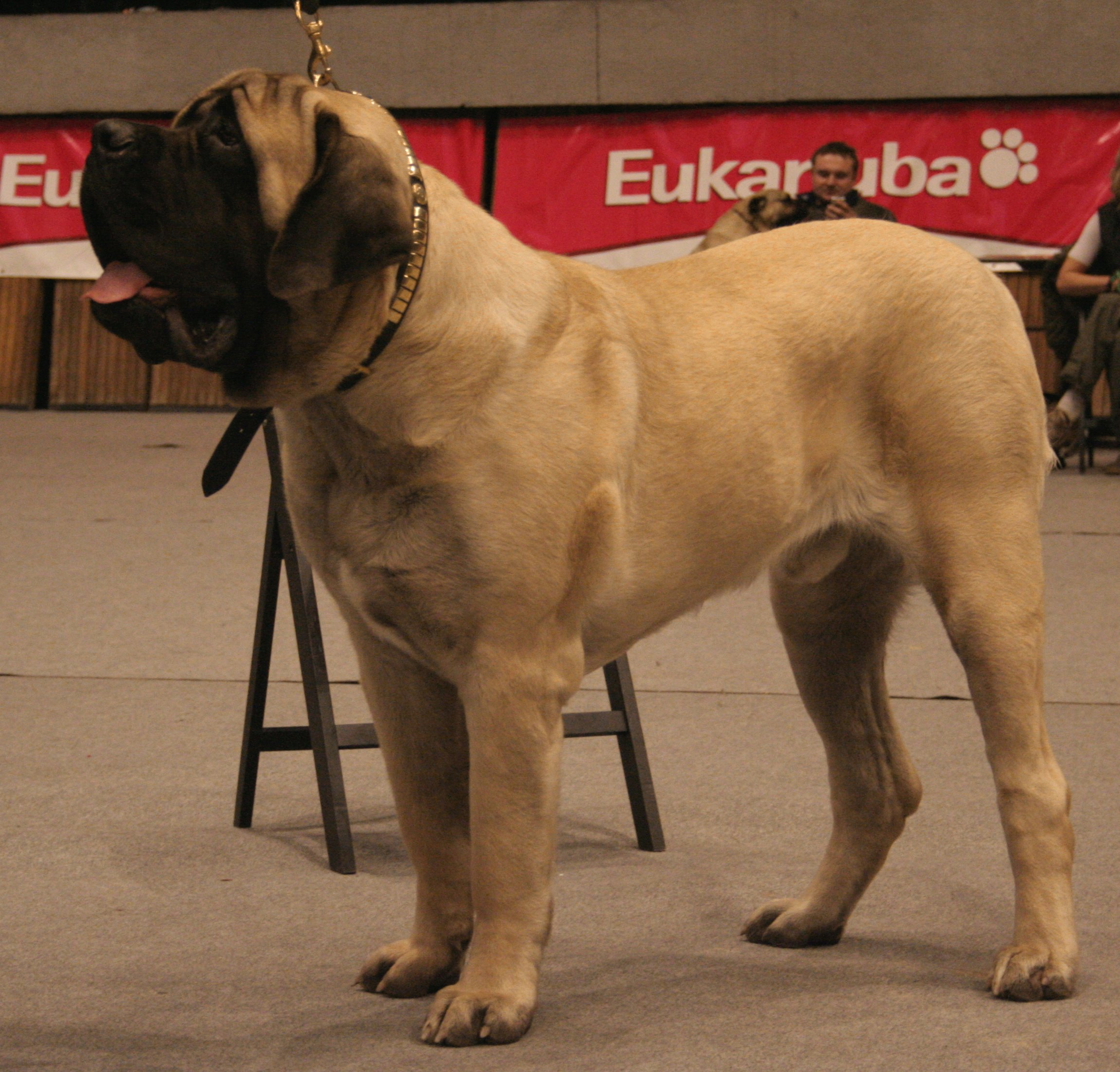

Mastif je dnes symbolem síly, ale při své hmotnosti dovede být neuvěřitelně rychlý a obratný. Jeho podceňování by mohlo být pro vetřelce vážnou hrozbou, jelikož, pokud je okolnostmi donucen, dokáže být velmi nebezpečný. Navzdory tomu je povahově svému pánovi velmi oddaný.

## Vzhled
Toto plemeno je opravdu velké a zabírá hodně prostoru, může vážit i přes 100 kg, ale protože se jedná o nejtěžší plemeno světa, jeho tělo je velmi těžké konstrukce a kostra sama o sobě je také těžká. Na hlavě a krku může mít vrásky. Srst pokrývá celé tělo a je jednobarevná, na hlavě může mít černou masku. Většinou se vyskytují pískově hnědé nebo světle hnědé barvy nebo žíhaná, bílá není k vidění. Na krku nevytváří límec ani na ocasu prapor, protože těsně přiléhá a je velmi krátká.
Hlava je mohutná, vyvážená, je na ní černá maska. Čumák je krátký a široký. Oči jsou kulaté, hluboko posazené, nevypouklé. Mají většinou odstíny tmavě hnědé a není vidět bělmo. Stop je prakticky nezřetelný. Uši jsou nízko posazené, dlouhé, bez volánků. Nošené svěšeně podél hlavy až k lícím. Nekupírují se. Zuby mají pravidelný nůžkovitý skus.
Krk je velmi krátký, i na něm mohou být vrásky. Je osrstěný a dobře osvalený. Zde není kůže tak přiléhavá a proto se tvoří vrásky. Hřbet je středně dlouhý, široký a osvalený. Ocas je krátký, někteří chovatelé jej kupírují. Je nošen pod hřbetní linií, nikdy ne nad ní. Může být zatočený do šavle.
Nohy jsou spíše krátké, tlusté a ne moc dobře osvalené, svaly na nich si pes musí vytrénovat častějšími a pravidelnými vycházkami a pohybem. Tlapky jsou skoro kulaté, jako kočičí a drápky matně černé, tvrdé a silné.

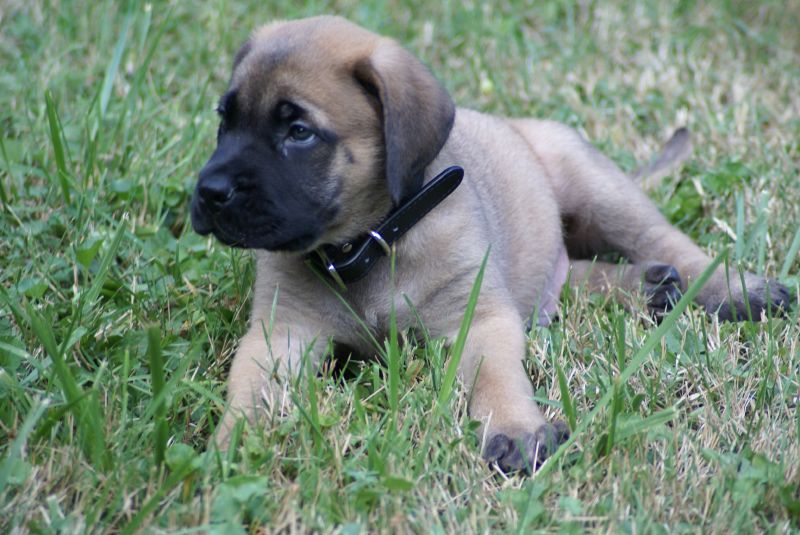
Štěně anglického mastifa

## Povaha
Je rozvážný, hravý a inteligentní. Vše si předem rozmyslí a neumí moc dobře pracovat sám. Má rád hry a pohyb. Podle jeho velikosti má i velké srdce a svoji rodinu upřímně miluje a trvalý pobyt venku je pro něj spíše utrpení, i když se to nemusí zdát. Někteří jedinci mohou být velmi vystrašení a tak hodně štěkají. Poslouchá celou svoji rodinu a pokud ho zavolá někdo, koho zná, přijde i za ním.
Cizím zpočátku nedůvěřuje a spíše se jich straní, ale po tom, co se spolu seznámí si je velmi oblíbí a bude je mít rád. Pokud se ale někdo chce dostat na jeho území a páníčci nikdy, nerozhoduje se příliš dlouho a na nezvaného hosta, kterého nezná může i zaútočit, je to tedy velmi dobrý hlídač, má velmi vysoký hlas.
K dětem má opravdu skvělý vztah — má je rád, chce si s nimi hrát, mazlit se… Pozor byste si ale měli dát, pokud si bude vaše dítě hrát s jiným, tito psi mají tendenci "své" děti ochraňovat a některé hrátky se jim mohou zdát jako nevhodné, a tak raději sami zakročí, protože rodiče nikde nejsou.
I s ostatními zvířaty vychází tenhle mírumilovný pes skvěle; nemá vlastně skoro žádné lovecké pudy, proto ho ani neláká běžet za srnou či prohánět rychle se pohybující předměty. Zvířata jiného druhu většinou ignoruje, nevyhledává vztahy s nimi. Naopak se psy vyhledává kontakty a chce se přátelit, proto se i dobře socializuje v mládí.
Velký pozor si majitelé musejí dát v pubertě, tedy přibližně v devátém měsíci života psa, kdy se samci snaží získat dominantnější pozici a je tedy nutné je usměrnit, aby mohl pokračovat láskyplný vztah mezi vámi a vaším psem.

## Péče
Toto plemeno není na exteriérovou péči nijak náročné, zato je velmi náročné, pokud jde o stravování a návyky.

### Péče o srst a uši
Srst tohoto plemene je velmi krátká a přilehlá, může být mastná, ale nepotřebuje zvláštní péči. Občasně vyčesat kartáčem s jemnými štětinkami, čímž i promasírujete srst kůži. Nijak extrémně nelíná, jako třeba border kolie. Častému mytí šamponem se ale musíte velkým obloukem vyhnout; srst by ztratila svoji přirozenou mastnotu a to by způsobilo rozsáhlé potíže s kůží, jako jsou mokvavé záněty.
Do uší nemusíte nijak zasahovat, ale občas jej zkontrolujte, zda se v uchu nevytváří moc ušního mazu, který odstraníte kvalitním přípravkem na jeho rozpouštění. Srst ze zvukovodů se vytrhávat nemusí, pokud není moc dlouhá.

### Pohyb
Nepotřebuje mnoho pohybu, přes svoji váhu sice je obratný, ale i tak je nejraději s vámi doma na gauči nebo na vyhřáté podlaze. Není pro něj vhodný běh u kola ve velkém horku, zvláště na asfaltu. V horku se totiž kůže mezi vrásky hodně potí a voda se nijak neodpařuje. Také běh na horkém asfaltu není vhodný, protože polštářky na tlapkách jsou citlivé a mohly by být rozpraskané. Jinak je pro něj vhodný veškerý pohyb.

### Výcvik a výchova
Výcvik u tohoto plemene je důležitý, ale bude složitější. Jak je již napsáno nahoře, tento pes si nejdříve vše rozmyslí, než to udělá, proto se dá říci, že je tvrdohlavý. Pokud se ale něco naučí, jen tak to nezapomene, má dlouhou paměť.
Výchova je nutná, ale většina jedinců tohoto plemene jsou od přírody čistotná a většinou si sama řeknou, že chtějí ven vykonat potřebu. Někdo si však může špatně vyložit, když je štěně v noci probudí vytím u dveří.

## Zdraví
Typické jsou problémy s pohybovým aparátem, a to hlavně dysplazie loketního a kyčelního kloubu. Mastifovi je vhodné podávat kloubní výživu, která bude pečovat o jeho namáhaný pohybový aparát, a to hlavně v období růstu, ale lépe celoživotně.
Je třeba dávat pozor na torzi žaludku, jedná se o akutní stav, který je nutné okamžitě řešit s veterinárním lékařem, protože psovi jde o život. Dojde totiž k zaškrcení přívodu i vývodu žaludku. Torzi se dá předcházet správnými stravovacími návyky, a to hlavně dodržováním klidového režimu po jídle, a také rozdělením denní krmné dávky na více porcí. 